# Helter skelter (atracción)

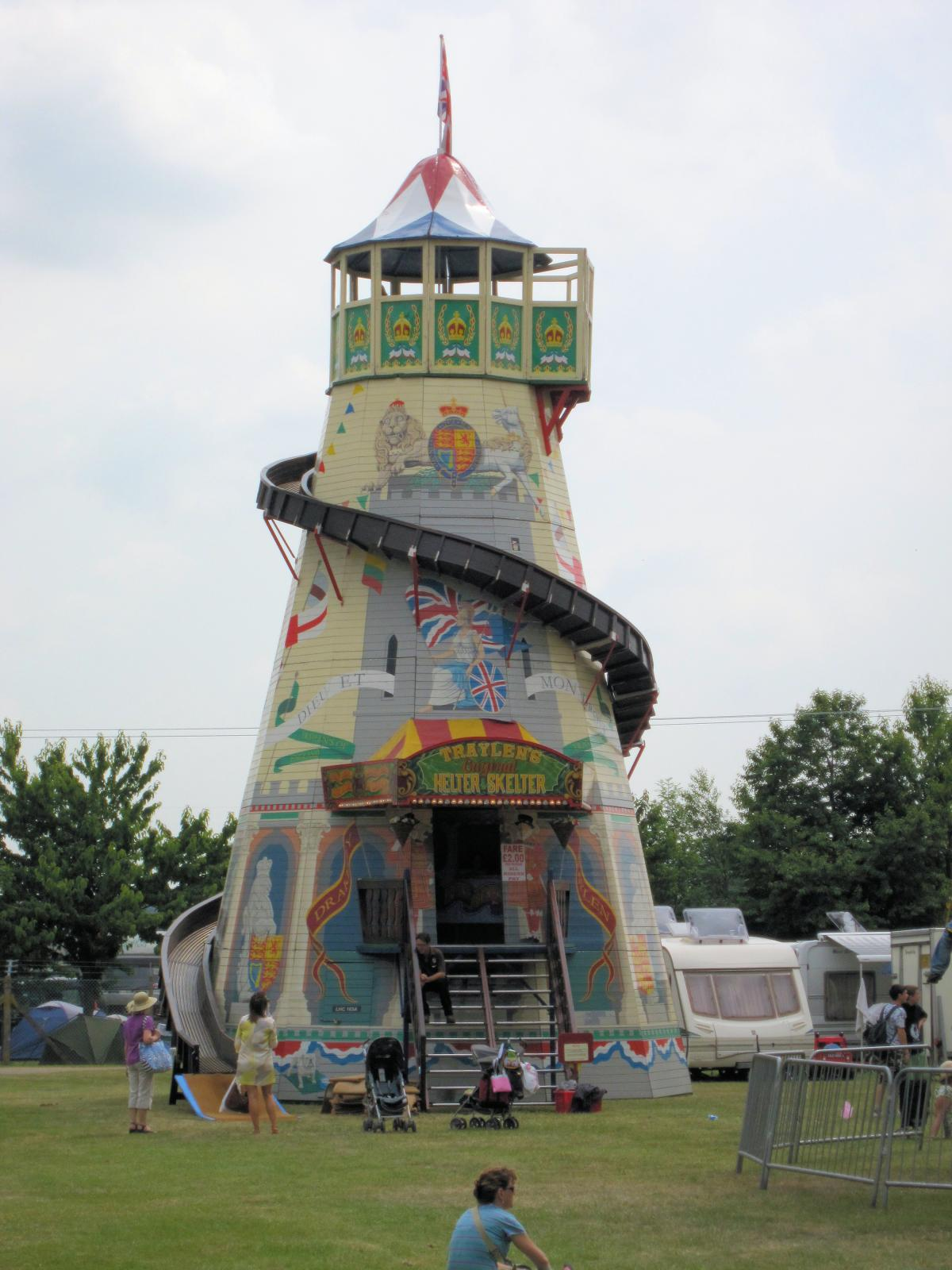
Un helter skelter en el Royal Norfolk Show, cerca de Easton, Norfolk, Inglaterra

Un helter skelter, o faro helter skelter, es una atracción de feria que se asemeja a un faro con un tobogán en forma de espiral construido alrededor de la torre. Por lo general, los asistentes a la feria suben un tramo de escaleras dentro de la torre y se deslizan por la espiral en el exterior usando una estera de fibra de coco. La atracción es frecuente, sobre todo, en los parques de atracciones y ferias del Reino Unido.

## Historia
El primer helter skelter apareció en 1906, en el parque de atracciones Pleasure Beach (Blackpool), y se mantuvo operativo durante casi treinta años, hasta 1935. Asimismo, a principios del siglo XX se construyó un helter skelter en el nuevo muelle Britannia de Great Yarmouth, así como en el parque de atracciones Dreamland, en Margate, Kent.
Durante el siglo XX, el helter skelter no solo estuvo presente en parques de atracciones, sino que también fue popular en paseos marítimos y muelles. Un ejemplo de ello, además del ya mencionado muelle Britannia, es el muelle Birnbeck en Weston-super-Mare (North Somerset).

## Etimología
El término «helter skelter» tiene su origen en la palabra «kelter» o «kilter», que significa «estado de funcionamiento» o «alineación». En anglo-francés reconstruido, esto se traduce como «eschelture», o «el estado de encontrarse en formación militar». Posteriormente, a «eschelture»  se añadió la preposición latina «oltre», que significa «más allá». Este término, basado en el patrón de compuestos reduplicativos, dio como resultado «helter-skelter» en inglés medio, con el significado de «fuera de formación» o «con prisa y de forma desordenada, confusamente», significado que conserva hasta el día de hoy.

## Diseño
La torre del helter skelter es generalmente una construcción de madera o aluminio, mientras que la rampa del tobogán suele estar hecha de madera laminada. En lugar de subir un tramo de escaleras para llegar a la parte superior del tobogán, algunos toboganes incluyeron un ascensor similar a una escalera mecánica en el que se montaban los visitantes; este mecanismo actualizado mantuvo la coherencia técnica entre las atracciones. Esta tecnología se basaba en mecanismos comunes, como cabrestantes eléctricos, ruedas dentadas, trinquetes y válvulas hidráulicas. Sin embargo, los asistentes a la feria consideraron estos mecanismos como algo moderno en el contexto de un parque de atracciones, lo que se sumó al factor novedad de la atracción.

## Variantes
Si bien el helter skelter británico tradicional se parecía a un faro, muchas otras versiones del helter skelter tienen características diferentes. Por ejemplo, el tobogán de Thomas Warwick en Cleethorpes, en el noreste de Lincolnshire, tenía forma de torre de castillo con almenas en la parte superior. Por otro lado, el Dragon Slide del parque comercial White City (Manchester), también llamado The Holland Slide, tenía un tobogán semejante a un dragón, con la cabeza en la parte inferior.
Otra versión notable era el Hurry Skurry, con un tobogán que bajaba zigzagueando por la estructura en lugar de girar en espiral alrededor de ella; existían ejemplos en Crystal Palace (Londres) y en el muelle Birnbeck (Weston-super-Mare).
El helter skelter se desarrolló aún más con la adición de un «cuenco» de gran tamaño en la parte inferior del tobogán, versión que recibió el nombre de Bowl Slide. Al ingresar en la atracción, los visitantes recibían una estera de coco y se sentaban en un asiento móvil, que los transportaba a la parte superior de la torre. En la parte superior, se sentaban en la estera y se deslizaban por la torre antes de ser disparados a la zona en forma de cuenco en la base del tobogán, que estaba hecha de listones de madera. Los visitantes usaban luego la estera para deslizarse por las paredes del cuenco hasta llegar al fondo, del cual era difícil salir.
El Bowl Slide se introdujo en el Pleasure Beach en 1911. Su popularidad conllevó un mayor desarrollo en los años 20 y 30, cuando surgieron réplicas en Whitley Bay Spanish City (North Tyneside), el Kursaal (Southend-on-Sea) y Pleasureland (Southport).

## En la cultura popular
El helter skelter fue la inspiración de la canción homónima de los Beatles, perteneciente a The White Album. Paul McCartney explicó que estaba «usando el símbolo de un helter skelter como un recorrido de arriba a abajo —el ascenso y la caída del Imperio Romano—». Sin embargo, al escuchar el álbum, el criminal estadounidense Charles Manson interpretó la letra como un llamamiento a la violencia, por lo que la canción llegó a encarnar el sistema de creencias interno de su Familia y desembocó en el objetivo de incitar una guerra racial apocalíptica. Manson y sus seguidores asesinaron a Sharon Tate y a otras cuatro personas en su casa de Los Ángeles en 10050 Cielo Drive en 1969, seguido por el asesinato del dueño de una tienda de comestibles y su esposa la noche siguiente. En la escena del crimen de este último caso se encontró el término «Healter Skelter» escrito con sangre, lo que provocó que McCartney se negara a interpretar la canción en directo durante varios años.